# Puchar Australii i Nowej Zelandii w snowboardzie 2024
Puchar Australii i Nowej Zelandii w snowboardzie w sezonie 2024 rozpoczął się 15 sierpnia 2024 r. w australijskim ośrodku narciarskim Mount Hotham zawodami snowboardcrossu, natomiast finałowe zmagania sezonu (w halfpipe'ie) zorganizowano 1 października tego samego roku w nowozelandzkim ośrodku Cardrona.

## Konkurencje
- SBX = snowboardcross
- SS = slopestyle
- BA = big air
- HP = halfpipe

## Kalendarz i wyniki

### Mężczyźni
| Lp. | Data                | Miejscowość     | Konkurencja | 1. miejsce             | 2. miejsce     | 3. miejsce     |
| --- | ------------------- | --------------- | ----------- | ---------------------- | -------------- | -------------- |
| 1.  | 15 sierpnia 2024    | Mount Hotham    | SBX         | Cameron Bolton         | Adam Lambert   | Declan Dent    |
| 2.  | 17 sierpnia 2024    | Mount Hotham    | SBX         | Cameron Bolton         | Valerio Jud    | Cameron Turner |
| 3.  | 18 sierpnia 2024    | Mount Hotham    | SBX         | Matthew Thomas         | Adam Lambert   | Drew Powell    |
| 4.  | 17 sierpnia 2024    | The Remarkables | SS          | Rocco Jamieson         | Yang Wenlong   | Oliver Martin  |
| 5.  | 26 sierpnia 2024    | Cardrona        | HP          | Campbell Melville Ives | Haku Shimasaki | Kade Martin    |
| 6.  | 30 września 2024    | Cardrona        | BA          | Hiroto Ogiwara         | Lyon Farrell   | Rocco Jamieson |
| 7.  | 1 października 2024 | Cardrona        | HP          | Zensei Nishizuka       | Haku Shimasaki | Lee Su-o       |
|     | 3 października 2024 | Cardrona        | SS          | Odwołano               | Odwołano       | Odwołano       |

### Klasyfikacje
| Lp. | Zawodnik        | Punkty |
| --- | --------------- | ------ |
| 1.  | Cameron Bolton  | 250    |
| 2.  | Adam Lambert    | 205    |
| 3.  | Matthew Thomas  | 195    |
| 4.  | Valerio Jud     | 160    |
| 5.  | Drew Powell     | 136    |
| 6.  | Kalle Koblet    | 127    |
| 7.  | Cameron Turner  | 116    |
| 8.  | Declan Dent     | 109    |
| 9.  | James Johnstone | 101    |
| 10. | Kobi Dent       | 77     |

| Lp. | Zawodnik               | Punkty |
| --- | ---------------------- | ------ |
| 1.  | Campbell Melville Ives | 200    |
| 2.  | Haku Shimasaki         | 200    |
| 3.  | Zensei Nishizuka       | 175    |
| 4.  | Lee Su-o               | 127,5  |
| 5.  | Tristam Henkels        | 94     |
| 6.  | Kade Martin            | 90     |
| 7.  | Shiki Matsuyama        | 60     |
| 8.  | Bae Jun-seong          | 45     |
| 9.  | Dai Yuyang             | 36     |

| Lp. | Zawodnik               | Punkty |
| --- | ---------------------- | ------ |
| 1.  | Rocco Jamieson         | 160    |
| 2.  | Lyon Farrell           | 120    |
| 3.  | Hiroto Ogiwara         | 100    |
| 4.  | Yang Wenlong           | 80     |
| 5.  | Oliver Martin          | 60     |
| 6.  | Campbell Melville Ives | 60     |
| 7.  | Narcis Salleras        | 60     |
| 8.  | Dane Menzies           | 54     |
| 9.  | Brodie Bamford         | 53     |
| 10. | Yuto Miyamura          | 50     |

| Lp. | Zawodnik               | Punkty |
| --- | ---------------------- | ------ |
| 1.  | Rocco Jamieson         | 100    |
| 2.  | Yang Wenlong           | 80     |
| 3.  | Oliver Martin          | 60     |
| 4.  | Campbell Melville Ives | 50     |
| 5.  | Dane Menzies           | 45     |
| 6.  | Lyon Farrell           | 40     |
| 7.  | Narcis Salleras        | 36     |
| 8.  | Luis Marchesi          | 32     |
| 9.  | Ge Chunyu              | 29     |
| 10. | Kang Dong-hun          | 26     |

| Lp. | Zawodnik              | Punkty |
| --- | --------------------- | ------ |
| 1.  | Hiroto Ogiwara        | 100    |
| 2.  | Lyon Farrell          | 80     |
| 3.  | Rocco Jamieson        | 60     |
| 4.  | Yuto Miyamura         | 50     |
| 5.  | Zephyr Lovelock       | 45     |
| 6.  | Yuto Kimura           | 40     |
| 7.  | Joshua Robertson-Hahn | 36     |
| 8.  | Ryushin Konno         | 32     |
| 9.  | Brodie Bamford        | 29     |
| 10. | Joshua Li             | 26     |

### Kobiety
| Lp. | Data                | Miejscowość     | Konkurencja | 1. miejsce     | 2. miejsce      | 3. miejsce      |
| --- | ------------------- | --------------- | ----------- | -------------- | --------------- | --------------- |
| 1.  | 15 sierpnia 2024    | Mount Hotham    | SBX         | Mia Clift      | Noémie Wiedmer  | Maya Billingham |
| 2.  | 17 sierpnia 2024    | Mount Hotham    | SBX         | Sophie Hediger | Aline Albrecht  | Maya Billingham |
| 3.  | 18 sierpnia 2024    | Mount Hotham    | SBX         | Josie Baff     | Maya Billingham | Aline Albrecht  |
| 4.  | 17 sierpnia 2024    | The Remarkables | SS          | Ally Hickman   | Lily Dhawornvej | Xiong Shirui    |
| 5.  | 26 sierpnia 2024    | Cardrona        | HP          | Sara Shimizu   | Rise Kudo       | Giada Brienza   |
| 6.  | 30 września 2024    | Cardrona        | BA          | Yura Murase    | Ally Hickman    | Jess McGregor   |
| 7.  | 1 października 2024 | Cardrona        | HP          | Kanoe Pelfrey  | —               | —               |
|     | 3 października 2024 | Cardrona        | SS          | Odwołano       | Odwołano        | Odwołano        |

### Klasyfikacje
| Lp. | Zawodniczka         | Punkty |
| --- | ------------------- | ------ |
| 1.  | Maya Billingham     | 200    |
| 2.  | Josie Baff          | 195    |
| 3.  | Mia Clift           | 190    |
| 4.  | Aline Albrecht      | 190    |
| 5.  | Sophie Hediger      | 176    |
| 6.  | Noémie Wiedmer      | 145    |
| 7.  | Marcelle Davis-Cook | 101    |
| 8.  | Sina Siegenthaler   | 82     |
| 9.  | Hannah Turkington   | 77     |
| 10. | Yoshi Kohlwes       | 70     |

| Lp. | Zawodniczka   | Punkty |
| --- | ------------- | ------ |
| 1.  | Kanoe Pelfrey | 160    |
| 2.  | Sara Shimizu  | 150    |
| 3.  | Rise Kudo     | 120    |
| 4.  | Giada Brienza | 90     |
| 5.  | Priscila Cid  | 75     |
| 6.  | Haruka Suzuki | 67,5   |

| Lp. | Zawodniczka     | Punkty |
| --- | --------------- | ------ |
| 1.  | Ally Hickman    | 180    |
| 2.  | Jess McGregor   | 105    |
| 3.  | Yura Murase     | 100    |
| 4.  | Sarah Zhao      | 82     |
| 5.  | Lily Dhawornvej | 80     |
| 6.  | Xiong Shirui    | 60     |
| 7.  | Zhang Xiaonan   | 50     |
| 8.  | Momo Suzuki     | 45     |
| 9.  | Ava Beer        | 40     |
| 10. | Maisie Hill     | 36     |

| Lp. | Zawodniczka     | Punkty |
| --- | --------------- | ------ |
| 1.  | Ally Hickman    | 100    |
| 2.  | Lily Dhawornvej | 80     |
| 3.  | Xiong Shirui    | 60     |
| 4.  | Zhang Xiaonan   | 50     |
| 5.  | Jess McGregor   | 45     |
| 6.  | Ava Beer        | 40     |
| 7.  | Maisie Hill     | 36     |
| 8.  | Sarah Zhao      | 32     |
| 9.  | Giada Brienza   | 29     |
| 10. | Mae Morelli     | 26     |

| Lp. | Zawodniczka   | Punkty |
| --- | ------------- | ------ |
| 1.  | Yura Murase   | 100    |
| 2.  | Ally Hickman  | 80     |
| 3.  | Jess McGregor | 60     |
| 4.  | Sarah Zhao    | 50     |
| 5.  | Momo Suzuki   | 45     |